# In Rainbows – From the Basement
In Rainbows — From the Basement — концертне відео 2008 року англійського рок-гурту Radiohead. На ньому представлено десять пісень з сьомого альбому Radiohead In Rainbows, а також чотири пісні з попередніх альбомів.

## Створення
In Rainbows — From the Basement був знятий за один день. За звук відповідав продюсер Radiohead Найджел Ґодріч, відеорежисура — Девіда Барнарда. Відео відзнято на студії Hospital у лондонському Ковент-Гардені. Це був перший епізод другої серії серіалу Ґодріча From the Basement. Radiohead виконали пісні з альбому In Rainbows 2007 року, а також три з альбому Hail to the Thief (2003) і одну з Kid A (2000).

## Реліз
Прем'єра In Rainbows — From the Basement відбулася в суботу, 3 травня 2008 року на VH1. Пізніше відбувся реліз на iTunes, а також випуск на диску зі спеціальним виданням In Rainbows в Японії. 2020 року Radiohead завантажили виступ на YouTube. За ним у 2011 році відбувся виступ The King of Limbs: Live from the Basement.

## Список композицій
iTunes-версія
1. «15 Step»  — 3:56
2. «Bodysnatchers»  — 4:16
3. «House of Cards»  — 5:29
4. «Bangers & Mash»  — 3:31
5. «Videotape»  — 4:47
6. «Reckoner»  — 5:03
7. «Go Slowly»  — 3:54
8. «All I Need»  — 4:21
9. «Nude»  — 4:21
10. «Weird Fishes/Arpeggi»  — 5:20

Додаткові пісні, які транслювались на VH1:
1. «Where I End And You Begin»
2. «Optimistic»
3. «The Gloaming»
4. «Myxomatosis»

## Учасники запису
- Ед О'Браєн — гітара, ефекти, перкусія, бек-вокал
- Колін Грінвуд — бас-гітара, клавішні, перкусія
- Джонні Грінвуд — гітара, лептоп, клавішні, перкусія, глокеншпіль
- Філ Селвей — барабани, перкусія
- Том Йорк — вокал, гітара, піаніно, клавішні, барабани